# 가례면
가례면(嘉禮面)은 대한민국 경상남도 의령군의 면이다. 넓이는 35.55km2이고, 인구는 2006년 기준으로 2,171명이다.

## 연혁
의령읍과 연접하고 칠곡면 사이에 있는 면으로서 예부터 살기 좋은 곳으로 이름 났다. 면 북쪽에 군내 최고인 자굴산(897m)이 자리 잡고 있으며, 골짝을 이루어 농경지가 그 사이에 있다. 최근에는 의령복지마을, 경남사회진흥연수원, 경남학생교육원 등 대단위 시설이 건립되어 발전하는 모습을 보여준다. 괴진리 우곡마을에 있는 서암저수지, 의령상수원 댐은 자굴산과 어울려 경치가 매우 아름답다. 현재 서암저수지의 확장 및 자굴산 권역 순환도로 개설공사가 연계 진행되고 있어 의령의 명소로 크게 부각될 것으로 기대된다. 원래는 퇴계 이황이 가례동천이라 새긴 바위글이 가례면 이름의 유래이고, 일가례면(갑을리, 양성리, 개승리, 괴진리, 수성리), 이가례면(가례리, 운암리, 대천리, 봉두리)으로 나누어 있다가, 1914년 읍면 통합시 1개 면이 되었다.

## 유래
퇴계 이황이 처가(김해 허씨)가 있던 동네에서 낚시를 즐기기도 하고, 큰 바위에 가례동천이라 새겨 놓았다. 퇴계 이황이 이곳에서 머물렀다는 것을 알리기 위해 암각문이 있는 곳을 정비하고, 안내판을 설치하였다.

## 행정 구역
- 가례리
- 갑을리
- 개승리
- 괴진리
- 수성리
- 운암리
- 양성리
- 봉두리
- 대천리

## 교육
- 가례초등학교
- 의령여자중학교
- 의령여자고등학교
- 경남은광학교